# Uganda International 2008
Die Uganda International 2008 im Badminton fanden vom 25. bis zum 27. Januar 2008 in Kampala statt. Beim Turnier wurden Punkte für die Badminton-Weltrangliste vergeben.

## Sieger und Platzierte
| Disziplin    | Gold                                  | Silber                    | Bronze                        |
| ------------ | ------------------------------------- | ------------------------- | ----------------------------- |
| Herreneinzel | Kęstutis Navickas                     | Niluka Karunaratne        | Kevin Cordón                  |
| Herreneinzel | Kęstutis Navickas                     | Niluka Karunaratne        | Ali Shahhosseini              |
| Dameneinzel  | Agnese Allegrini                      | Claudia Rivero            | Telma Santos                  |
| Dameneinzel  | Agnese Allegrini                      | Claudia Rivero            | Filipa Lamy                   |
| Herrendoppel | Dinuka Karunaratne Diluka Karunaratne | Ssuan Brian Wilson Tukire | Andrew Oryada Samuel Shibu    |
| Herrendoppel | Dinuka Karunaratne Diluka Karunaratne | Ssuan Brian Wilson Tukire | Rogers Bakaki Moses Serunjogi |